# Triana (Alabama)
Triana es un municipio localizado al sur del Condado de Madison, en Alabama (Estados Unidos), incluido dentro del 'Huntsville-Decatur Metro Area'. 
En el año 2000 tenía una población censada a 458 habitantes.